# La Cardenchosa (Córdoba)
La Cardenchosa es una localidad española del municipio de Fuente Obejuna, perteneciente a la provincia de Córdoba, en la comunidad autónoma de Andalucía.

## Historia
Hacia mediados del siglo XIX, el lugar, ya por entonces perteneciente a Fuente Obejuna, tenía contabilizada una población de 175 habitantes. La localidad aparece descrita en el quinto volumen del Diccionario geográfico-estadístico-histórico de España y sus posesiones de Ultramar de Pascual Madoz de la siguiente manera:

CARDENCHOSA: ald. en la prov. y dióc. de Córdoba (12 leg.), aud. terr. y c. g. de Sevilla (20), part. jud. y ayunt. de Fuente-ovejuna (2 1/2). sit. entre montañas, y combatida por los vientos del S., su clima es templado y las enfermedades ordinarias, las gástricas é intermitentes. Tiene 58 casas, una igl. parr. dedicada á Sta. Elena con un anejo en la ald. de Morenos, dist. 500 varas al O., una fuente en forma de pozo para el surtido del vecindario, y un cementerio al N. de la pobl. El terreno quebrado y montuoso es de inferior calidad, estando rodeada la ald. de varias cordilleras pobladas de arbustos: contiene la deh. de Chosas de cabida de 400 fan. de tierra de encinar y pastos, y la de Bustamante de 180 de encinas y monte bajo. El arroyo nombrado de Sta. Elena tiene su nacimiento en la misma ald., dirigiéndose al O. á desaguar eu el Benajarafe. prod.: bellota y algunos cereales, ganado vacuno y caza de todas especies. pobl.: 50 vec., 175 alm.; contr. con el ayunt.
(Madoz, 1846, p. 553)

En 2022, la entidad singular de población tenía empadronados 198 habitantes y el núcleo de población 194 habitantes.